# Лаптево (деревня, Москва)
Лаптево — деревня в Новомосковском административном округе Москвы (до 1 июля 2012 года была в составе Ленинского района Московской области). Входит в состав района Коммунарка.

## Население
| 1859 | 1890 | 1899 | 1926 | 2002 | 2006 | 2010 |
| ---- | ---- | ---- | ---- | ---- | ---- | ---- |
| 65   | ↗107 | ↘99  | ↗122 | ↘9   | ↘3   | ↗44  |

Согласно Всероссийской переписи, в 2002 году в деревне проживало 9 человек (5 мужчин и 4 женщины).

## География
Деревня Лаптево находится в юго-восточной части Новомосковского административного округа, на правом берегу Десны, напротив устья реки Сосенки, примерно в 29 км к юго-юго-западу от центра города Москвы и 11 км к юго-востоку от центра города Московский.
В 3,5 км к северо-западу от деревни проходит Калужское шоссе А130, в 11 км к востоку — Симферопольское шоссе М2, в 11 км к северо-востоку — Московская кольцевая автодорога, в 8 км к востоку — линия Курского направления Московской железной дороги. Ближайший населённый пункт — деревня Расторопово.
В деревне шесть улиц — Береговая, Полевая, Речная, Сиреневая, Центральная и Южная.

## История
Название деревни, предположительно, произошло от некалендарного личного имени Лапоть. По другой версии название связано с тем, что во время поездки по России в 1764 году Екатерине II на этом месте крестьяне подарили лапти.
В «Списке населённых мест» 1862 года — казённая деревня 1-го стана Подольского уезда Московской губернии на старокалужском тракте, в 10 верстах от уездного города и 21 версте от становой квартиры, при реке Десне, с 5 дворами и 65 жителями (25 мужчин, 40 женщин).
По данным на 1899 год — деревня Десенской волости Подольского уезда с 99 жителями.
В 1913 году — 20 дворов.
По материалам Всесоюзной переписи населения 1926 года — деревня Растороповского сельсовета Десенской волости Подольского уезда в 4,3 км от Калужского шоссе и 9,6 км от станции Щербинка Курской железной дороги, проживало 122 жителя (56 мужчин, 66 женщин), насчитывалось 25 крестьянских хозяйств.
С 1929 до 2012 гг. — населённый пункт Московской области в составе Красно-Пахорского района (1929—1946); Калининского района (1946—1957); Ленинского района (1957—1960, 1965—2012); Ульяновского района (1960—1963); Ленинского укрупнённого сельского района (1963—1965).
С 2012 года — в составе города Москвы.